# Pole Position (videogioco)
Pole Position (ポールポジション?, Pōru Pojishon) è un videogioco arcade di guida automobilistica, pubblicato nel 1982 da Namco. Fu uno dei maggiori successi dei suoi tempi, restando in cima alle classifiche arcade mondiali per quasi due anni.
Il gioco è stato distribuito da Atari negli Stati Uniti. Namco propose il gioco insieme a Mappy anche a Bally Midway, che preferì l'altro titolo.

## Modalità di gioco
La visuale è in prospettiva tridimensionale, da un punto rialzato alle spalle della propria vettura, ma piuttosto vicino alla stessa. La guida avviene con volante, acceleratore, freno e due marce. È possibile anche il controsterzo.
Il gioco è composto da due fasi distinte. Occorre prima completare un giro del circuito di Fuji entro un certo tempo limite, altrimenti la partita termina. Poi ci sarà da affrontare altre auto controllate dall'intelligenza artificiale in una gara vera e propria, con una posizione nella griglia di partenza che dipende dal tempo che si è riusciti a totalizzare nella prima fase. Anche in gara si ha un limite di tempo da rispettare a ogni giro per poter continuare la partita.
Gli incidenti causano solo perdite di tempo e non interrompono la gara. Sulla strada gli ostacoli sono costituiti dalle altre vetture, contro cui si può sbattere, e da pozzanghere che fanno slittare. Uscire di strada causa solo un forte rallentamento, a meno che si sbatta contro un cartellone.
Il cabinato della versione arcade era prodotto in versione semplice verticale oppure deluxe con abitacolo coperto da tettoia.

## Altre versioni

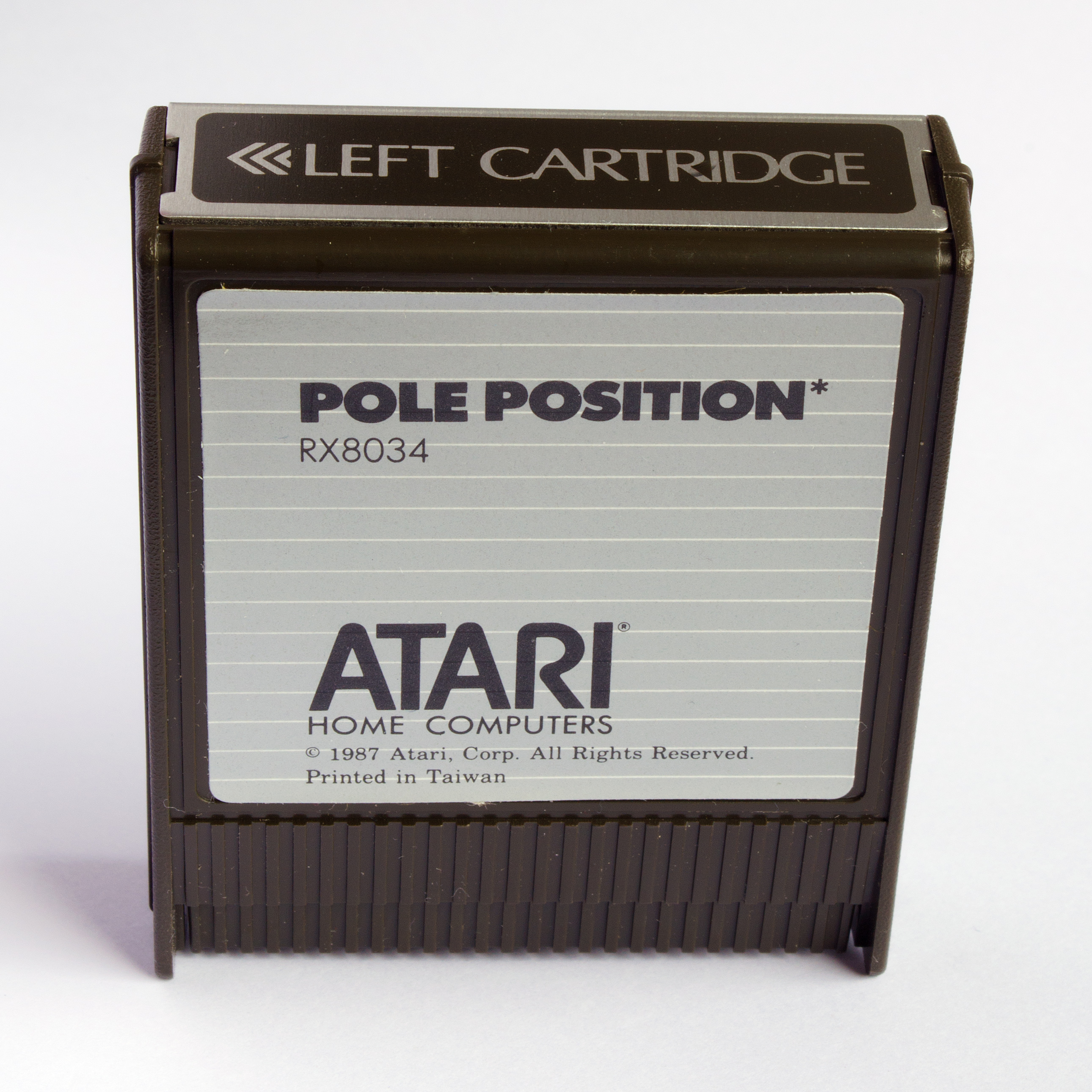
Cartuccia di Pole Position per Atari 8-bit

Pole Position fu convertito per la maggior parte delle piattaforme dell'epoca, sia console che home computer, dalla Atarisoft, etichetta della Atari per lo sviluppo di software su sistemi casalinghi.
In seguito è apparso in diverse compilation, come in Microsoft Return of Arcade (insieme a Pac-Man, Dig Dug e Galaxian) e nella serie Namco Museum, uscita per svariati sistemi. Esiste anche una versione per iPod, pubblicata il 21 gennaio 2008 e seguita da un remake intitolato Pole Position: Remix per iPhone.

## Sequel
Pole Position II venne pubblicato nel 1983; in questo sequel sono presenti anche altri tre circuiti, inoltre la grafica è migliorata e le musiche sono differenti. Nel 1987 venne pubblicato, sempre da Namco, Final Lap, che può essere considerato il terzo capitolo di Pole Position.